# Contraction et convergence
 (juillet 2016).
Si vous disposez d'ouvrages ou d'articles de référence ou si vous connaissez des sites web de qualité traitant du thème abordé ici, merci de compléter l'article en donnant les références utiles à sa vérifiabilité et en les liant à la section « Notes et références ».
Contraction et Convergence (C&C) est un système de politique climatique globale fondé sur la
science, proposé aux Nations unies depuis 1990 par le Global Commons Institute (GCI).
C&C est une proposition de cadre global pour la réduction des émissions de gaz à effet de serre (GES) destinée à lutter contre le réchauffement climatique, imaginée par le GCI au début des années 1990, la stratégie de Contraction et Convergence consiste à réduire les émissions globales de GES jusqu'à un niveau de sécurité (contraction) en faisant converger les émissions per capita de chaque pays vers un niveau qui serait identique pour tous les pays. Il est destiné à former la base d'un accord international qui entraînera la réduction des émissions de dioxyde de carbone permettant d'enrayer le réchauffement climatique, le CO2 étant le principal gaz responsable de l'augmentation de l'effet de serre de la Terre. Il est exprimé par une formule mathématique simple. Cette formule peut être utilisée comme outil planétaire pour stabiliser la concentration en CO2 à n'importe quel niveau. Les défenseurs de Contraction et Convergence insistent pour que les négociations à la Convention-cadre des Nations unies sur le changement climatique (CCNUCC) soient menées en commençant par l'objectif de la CCNUCC (concentration stable et sûre des GES dans l'atmosphère globale) et en poursuivant par les principes de l'organisation ('précaution' et 'équité').

## Proposition
La partie « contraction » du modèle « Contraction et convergence » permet de calculer la quantité totale de carbone qui sera relâchée dans l'atmosphère durant tout le processus de contraction (intégrale sur tout le processus). Les émissions futures se réduiront au cours du temps selon un rythme (taux/répartition/dates) qui dépendra [a] du niveau final de carbone atmosphérique considéré comme inoffensif et [b] de l'évolution du rapport entre les 'sources' et les 'puits' de carbone, au fur et à mesure de l'accumulation des GES dans l'atmosphère.
La partie « convergence » définit comment les droits d'émission de carbone sont répartis entre les pays ou les régions du monde. Au départ, ces droits reflètent les émissions actuelles. Cependant, selon les résultats d'une négociation sur le 'taux de convergence', ces droits initiaux convergent vers un droit per capita unique pour toute la planète. Une date de convergence proche signifierait que les pays à faibles émissions per capita (en principe les pays pauvres) verraient leurs droits croître rapidement tandis qu'une date lointaine pour la convergence complète pourrait entraver leurs chances de développement.
Une fois la convergence atteinte, tous les pays continuent à réduire leurs émissions jusqu'à respecter les prescriptions de la CCNUCC. 
Certains craignent que le principe per capita n'incite les pays à augmenter leurs populations afin de "gagner" plus de droits. Pour répondre à cette critique, le Global Commons Institute (GCI) introduit une année de base de population, à choisir entre 2000 et 2050, et au-delà de laquelle plus aucun droit ne pourrait être obtenu par une croissance de la population.

## Niveaux de concentration acceptables
Le concept de base de tout comme les formules spécifiques du modèle Contraction et convergence que promeut le Global Common Institute peuvent être adaptés depuis des restrictions très légères des émissions de carbone jusqu'à des mesures nettement plus drastiques selon la concentration finale en GES qui est estimée apporter un niveau acceptable de risque. Cependant, les promoteurs de Contraction et convergence pensent que le niveau de concentration en gaz à effet de serre. En particulier, ils pensent qu'une stabilisation de la concentration atmosphérique en CO2 à 550 parties par million en volume (ppmv), comme parfois suggéré, serait insuffisante. Ceci pensent-ils, comporte le risque que d'entrer dans une phase de rétroactions climatiques positives, un effet en entraînant un autre avec des résultats imprédictibles. Ils proposent une stratégie plus prudente et envisagent une fourchette de concentration en CO2 de 350-450 ppmv. Pour atteindre cet objectif, par exemple en Europe, les émissions de CO2 liées à la consommation totale de chaque Européen devraient être fortement réduites, peut-être de 90 %.

## Historique
Le Global Commons Institute (GCI - Institut des Biens Communs Mondiaux) a été fondé à Londres en 1990. Une première déclaration, cosignée par 250 personnes dont 50 parlementaires britanniques, a été publiée en juin 1991 dans The Guardian.
La méthode de calcul de Contraction and Convergence (C&C) a été développée durant trois ans dans le but de formaliser les objectifs et principes de la Convention-cadre des Nations unies sur les changements climatiques (CCNUCC). Entre 1992 et 1995, à la demande du GIEC, le GCI a entrepris et présenté une analyse sur les tendances croissantes d'expansion et de divergence dans le monde. Cette analyse a mis en évidence la disparité croissante de niveau de développement entre les pays en développement et les pays développés et faisait finalement remarquer que ce seraient les pays en développement qui seraient les plus lourdement affectés par le réchauffement climatique. Le concept de Contraction et Convergence a été développé par le GCI pour contrecarrer les effets néfastes de ces tendances.

## Mise en œuvre
La mise en application de la méthode C&C commence par une planification du "budget-en-contraction" des émissions mondiales, permettant une stabilisation finale des concentrations atmosphériques en GES à un niveau pré-négocié, niveau considéré comme inoffensif. Dans le souci d'aider les participants aux négociations de la CCNUCC à répartir ce budget-en-contraction entre les nations d'une manière moins arbitraire et chaotique que pour le protocole de Kyoto, le modèle C&C calculera pour toutes les Parties le taux de convergence linéaire des émissions nécessaire pour atteindre l'objectif per capita moyen mondial à la fin de la phase de convergence. La durée de cette phase de convergence peut aller d'une convergence immédiate à une convergence seulement atteinte à la fin du processus de stabilisation globale, avec ou sans prise en compte d'une année de base pour la population. Comme souligné par le Prof. Ross Garnaut dans son "Évaluation" pour le gouvernement australien, "dans les négociations, ce taux de convergence est le principal levier pour ce qui touche à l'équité". Pratiquement il signifie qu'au plus rapide est la convergence, au plus vite le fossé entre sous et sur-consommateurs se comble, mais dans le cadre d'un budget-en-contraction convenu.